# Mohamed Bakir El-Nakib
Mohamed Bakir El-Nakib (født 6. april 1974) er en egyptisk håndboldmålmand , som spiller på egyptens landshold. Han deltaget i fire olympiske lege, i 1996 (6. plads), 2000 (7. plads), 2004 (12. plads) og 2008 (10. plads).
Under Sommer-OL 2008 blev han rangeret som den tredje bedste målmand, efter antal af mål reddet, da han reddede 40% af skuddene. Han var en del af de egyptiske hold som vandt Afrikamesterskabet i håndbold i 2008, og kvalificerede sig til VM i håndbold 2009.